# 云南含笑
云南含笑（学名：Michelia yunnanensis），为木兰科含笑属下的一个植物种。其种加词 yunnanensis 意为“云南的”。